# Шульга Василь Павлович
Василь Павлович Шульга (нар. 26 квітня 1903 року в селі Піски, Лохвицький повіт, Полтавська губернія, УРСР — пом. 30 грудня 1989, Одеса, УРСР) — командир 274-ї Ярцевськой стрілецької дивізії 69-ї армії 1-го Білоруського фронту, генерал-майор, Герой Радянського Союзу. Учасник Радянсько-фінської війни та Німецько-радянської війни.

## Життєпис
Народився 13 (26) квітня 1903 року в селі Піски Лохвицького повіту Полтавської губернії нині Лохвицький район Полтавської області  Україна в сім'ї селянина. Українець. Закінчив 7 класів Пісківської неповної середньої школи. Залишившись без батька, працював у селянському господарстві матері.
У вересні 1922 року 19-річний селянин із села Піски, що на Полтавщині, Василь Шульга був покликаний в лави РККА. Потрапив він у знамениту Харківську «Школу Червоних старшин» — зразковий навчальний підрозділ Червоної Армії — після закінчення якої курсанти вже розподілялися по інших військових школах. Так і Шульга в січні 1923 року став курсантом Феодосії, а у вересні 1923 року — 8-х Сімферопольських піхотних курсів. Два роки Шульга прослужив у місті Баку командиром відділення і взводу в 5-му стрілецькому полку 2-ї Кавказької стрілецької дивізії імені Сталіна. У серпні 1925 рік він поступив у піхотну школу Владикавказа, вирішивши стати військовим.
З 1927 року червоний командир Шульга служив у прославленій 25-й Чапаєвській стрілецькій дивізії на Уралі. Тут вступив у партію більшовиків. Відмінна служба на посаді командира взводу в 1929 році для Шульги захмарилася суворою доганою по партійній лінії. Якраз у цьому ж році в СРСР був розгромлений троскистско-зіновієвський антирадянський блок. Троцькістом виявився брат Василя Шульги, який був позбавлений виборчих прав і поміщений в табір. Проте, не дивлячись на догану, Шульга продовжував службу і дійшов до посади начальника штабу стрілецького батальйону.
У 1932 році Василь Шульга був переведений на аналогічну посаду в 281-й окремий стрілецький полк у місто Ачинськ Красноярського краю. Тут він прослужив 6 років, став командиром батальйону, а в 1936 році — старшим лейтенантом.
У цьому ж 1936 року продовження історії з братом трохи не стало для Шульги фатальним. У країні почалися справжні репресії, і троцькісти в цих умовах перетворилися на німецьких шпигунів, ворогів народу. А Шульга в 30-ті роки підтримував письмовий зв'язок із братом. За це він був виключений з рядів ВКП(б) з формулюванням: «за партійну пасивність і політичну нестійкість», і сам опинився на волосині від репресії. Але 1937 рік ще не настав, місто Ачинськ було далеко від центру, і, мабуть, начальство Шульги порахувало таке покарання достатнім для розумного, перспективного командира, «покрило» його. 
Як би там не було, а Шульга до 1939 року прослужив в СИБВО. У цьому ж, 1939 року він був відновлений у ВКП(б), причому зроблено було це, неначе Шульга вступив в партію тільки в 1939 році (надалі у всіх офіційних документах писалося — член ВКП(б) з 1939 року). Виправдав він цей «захід» дуже швидко — вже в боях на Карельському перешийку в ході радянсько-фінської кампанії, в якій брав участь на посаді начальника штабу 503-го стрілецького полку, був поранений, проявив героїзм і був нагороджений орденом Червоної Зірки. Після лікування майор Шульга був призначений начальником штабу 386-го стрілецького полку 178-ї стрілецької дивізії. На цій посаді його і застав  початок Німецько-радянської війни.
Вже 29 червня 1941 року майор Шульга став командиром 386-го стрілецького полку. 178-ма стрілецька дивізія увійшла до складу 29-ї армії Калінінського фронту і у вересні 1941 року зайняла оборону в районі станції Західна Двіна залізниці Великий Лука — Ржев. У жовтні на бійців Шульги обрушився  великої  сили удар військ 9-ї польової армії вермахту, що наступала на Ржев. Утримати ворога навіть ціною життя не було ніякої можливості. Багато бійців полягли в боях, а майору Шульзі із залишками полку довелося відходити спочатку до Ржева, а потім до села Строшевічи, що на підступах до міста Торжок. Тут полк Шульги, спільно з іншими підрозділами 29-ї армії, остаточно зупинив ворога. 
Вже на посаді начальника штабу 246-ї стрілецької дивізії 29-ї армії під командуванням генерала В. І. Швецова майор (з 31 грудня — підполковник) Шульга брав участь в зимовому контрнаступі. Дивізія Шульги перейшла в наступ 5 грудня 1941 року і в перший же день прорвала оборону противника. Наступаючи на головному, Ржевському напрямі, дивізія Шульги повинна була за наказом командування узяти місто. Але фашисти зустріли радянські війська на підступах до Ржеву організованою обороною, ураганним вогнем, бомбардуванням з повітря. В результаті війська 29-ї армії, у тому числі і 246-та дивізія, гнані неадекватними наказами командування, понесли величезні, якщо не сказати, катастрофічні втрати в боях першої половини 1942 роки під Ржевом. Шульга в цих боях робив усе, що тільки міг. Без танків і підтримки авіації, його бійці звільняли окремі населені пункти, але досягти Ржева так і не змогли.
У червні 1942 року Шульга став полковником, а в липні був призначений командиром 274-ї стрілецької дивізії 30-ї армії Калінінського фронту. Цією дивізією він командував до самої Перемоги. А поки що наступ на Ржев поновлювався і в серпні, і у вересні, і в листопаді 1942 року. Це місто було найближчим до Москви місцем дислокації групи гітлерівських армій «Центр», і за нього противник тримався всіма своїми силами. І все-таки полковник Шульга пройшов по вулицях багатостраждального міста.
Як мовилося у зведенні Радінформбюро від 3 березня 1943 року:

| '"...Декілька днів тому наші війська почали рішучий штурм міста Ржева. Німці давно вже перетворили місто і підступи до нього в добре укріплений район. Сьогодні, 3 березня, після тривалого і запеклого бою наші війська оволоділи Ржевом. За неповними даними, узяті наступні трофеї: танків — 112, снарядів різного калібру — 78, паровозів — 35, вагонів — 1200, складів різних — 5, а також багато снарядів, мін, кулеметів, гвинтівок і іншого військового майна. Противник залишив на підступах до міста і в самому Ржеві убитими до 2000 солдатів і офіцерів. Першими увірвалися в місто частини генерал-майора тов. Купріянова А. Ф., генерал-майора тов. Олешева H. H. і полковника тов. Шульги В. П."' |
Весною 1943 роки дивізія полковника Шульги, наступаючи в південно-західному напрямі, звільняла населені пункти Смоленської області, зокрема селище Холм-Жірковський і вийшла на Дніпро, де фронт стабілізувався до серпня 1943 року. У цей період тимчасового затишшя, 274-а стрілецька дивізія увійшла до складу 31-ї армії Західного фронту.

## Нагороди
- Герой Радянського Союзу (6 квітня 1945 року)
- Орден Червоної Зірки